# USS Bonefish (SS-223)
USS Bonefish (SS-223) – amerykański okręt podwodny typu Gato, pierwszego masowo produkowanego wojennego typu amerykańskich okrętów podwodnych. Po przyjęciu do służby w maju 1943 roku jednostka wzięła udział w wojnie podwodnej na Pacyfiku przeciw japońskiej marynarce wojennej. Zatopiony prawdopodobnie 18 czerwca 1945 roku skutkiem ataku japońskich sił nawodnych w pobliżu Japonii.

## Historia działań
Okręt przeszedł ćwiczenia w pobliżu New London w stanie Connecticut, oraz Newport (Rhode Island) do 23 czerwca 1943, kiedy skierowany został na Pacyfik. „Bonefish” przepłynął Kanał Panamski 4 sierpnia i dopłynął do Brisbane w Australii 30 sierpnia. Na miejscu załoga przeszła tygodniowy trening w pobliżu portu, skąd popłynęli do Zatoki Moreton w celu odbycia kolejnych ćwiczeń. Wypłynął na swój pierwszy patrol bojowy 16 września 1943 roku.

### Pierwszy patrol, wrzesień - październik 1943
Po przepłynięciu Cieśniny Balabac 22 września, „Bonefish” kontynuował rejs w kierunku zaplanowanego miejsca patrolu, jakim była środkowa część Morza Południowochińskiego. Trzy dni później zaatakował konwój składający się z ośmiu okrętów, zaliczając trzy trafienia torpedą w okręt transportowy, zanim został zmuszony do głębokiego zanurzenia, w celu uniknięcia ataku bombami głębinowymi.
27 września okręt natrafił na kolejny konwój. odpalił 4 torpedy w kierunku największego okrętu, jakim był transportowiec Kashima Maru, o wyporności 9908 ton, oraz uszkodził Chihaya Maru. Okręty eskorty rozpoczęły polowanie na „Bonefish”, jednakże zanurzył się i uniknął ataku. 6 października 1943 roku podpłynął do trzeciego konwoju. Atakując, zaliczył trafienia w dwa w pełni załadowane statki. Załoga ponownie zmuszona do zanurzenia, by uniknąć ataku okrętów eskorty, źle oceniła uszkodzenia, jakie ich torpedy zadały wrogowi.
10 października, w swej ostatniej akcji bojowej u wybrzeży Indochin, amerykańska jednostka odpaliła cztery torpedy i zatopiła Isuzugawa (4212 ton) oraz Teibi Maru (10086 ton). 14 października zatopił jeszcze jedną jednostkę w Cieśninie Makasarskiej. 21 października zakończył swój pierwszy patrol w australijskim Fremantle.

### Drugi patrol, listopad - grudzień 1943
Po uzupełnieniu zapasów i odbyciu ćwiczeń, okręt 22 listopada 1943 roku wyszedł na swój drugi patrol - w kierunku Morza Południowochińskiego. 28 listopada wpłynął na wody Morza Flores, a następnego dnia przechwycił dwa okręty. Zanurzył się, podpłynął bliżej celu i odpalił cztery torpedy. Dwie z nich trafiły frachtowiec, posyłając 4646-tonowy okręt Suez Maru bardzo szybko na dno. Obecna na miejscu eskorta przyspieszyła i skierowała się w kierunku „Bonefish”, jednakże okręt się zanurzył głębiej i zdołał uniknąć ataku bombami głębinowymi. Niestety, załoga okrętu podwodnego nie była świadoma, że Suez Maru miał na pokładzie 414 brytyjskich i 133 holenderskich jeńców wojennych. Japoński trałowiec W.12 podjął rozbitków, chociaż ostatnie ujawnione dokumenty opisują, że W.12 otworzył ogień do ocalałych w wodzie jeńców (minimum 250).
1 grudnia okręt zauważył konwój składający się z trzech statków plus dwie eskortujące jednostki, w pobliżu wybrzeży Celebes. W dwóch osobnych atakach, Amerykanie zaliczyli jedno trafienie na duży okręt pasażersko-towarowy Nichiryo Maru, który później zatonął, oraz jeszcze jedno trafienie w eskortujący niszczyciel, który jak się okazało - nie zatonął.
„Bonefish” przeprowadził patrol w zanurzeniu w pobliżu przystani Sandakan na Borneo, w dniach 4-6 grudnia po czym odpłynął w kierunku Tarakan. 11 grudnia okręt w wynurzeniu zaatakował ogniem z działa pokładowego statek Toyohime Maru, trafiając go wiele razy, zanim problem z mechaniką działa sprawił, że nie dało się z niego strzelać. Następnego dnia okręt w zanurzeniu podpłynął do niezidentyfikowanego japońskiego statku, odpalając do niego sześć torped, z czego trafiła w cel jedna. Załoga nigdy nie dowiedziała się o tym, co w końcu stało się z ich celem i czy zatonął. Odpłynęli z rejonu i dopłynęli do Fremantle 19 grudnia 1943r.

### Trzeci patrol, styczeń - marzec 1944
Po kolejnym uzupełnieniu zapasów i następnym treningu, okręt wypłynął z Fremantle 12 stycznia 1944 roku na swój trzeci patrol. Operując w pobliżu Cieśniny Makasarskiej 22 stycznia, okręt natrafił na płynącą dużą jednostkę nawodną. Siedmioosobowa załoga zachowywała się podejrzanie, gdy „Bonefish” do nich podpłynął, i mimo rozkazu aby opuścili okręt - odmówili. Kiedy otworzono do tej jednostki ogień z karabinów maszynowych, wyskoczyli w końcu za burtę. Jak tylko statek zaczął tonąć, japońska piechota wyskoczyła spod pokładu. Amerykanie naliczyli 39 ludzi wyskakujących ze statku.
6 lutego natrafili na konwój składający się z 17 jednostek. „Bonefish” ustawił się w pozycji do ataku, wybierając na główny cel duży tankowiec, do którego odpalono cztery torpedy z dziobowych wyrzutni. Kolejne dwie torpedy z dziobu w kierunku innego statku towarowego. Następnie okręt zaczął się odwracać tyłem do konwoju, aby zaatakować go z rufowych wyrzutni torpedowych. Kiedy eskorta zaatakowała „Bonefish”, okręt nagle stracił stateczność pod wodą, co spowodowało, że cały peryskop znalazł się pod wodą. 9 ton wody wlało się do dziobowego przedziału torpedowego zanim odpowiednie zawory zostały zamknięte. Załoga uniknęła eskorty, słysząc odgłosy eksplozji, co odczytano jako dwa trafienia w tankowiec i jedno w statek towarowy. Niemniej jednak żaden cel nie został zatopiony.
9 lutego okręt zaatakował konwój składający się z 13 statków płynących w pobliżu Zatoki Cam Ranh, u wschodnich wybrzeży Wietnamu. Chociaż został wykryty przez japoński niszczyciel, to zdołał odpalić pięć torped w Tonan Maru No. 2 zanim wykonano alarmowe zanurzenie na tych płytkich wodach. Uniknął bomb zrzuconych zarówno przez niszczyciel jak i samoloty, jednakże spowodowało to, że nie byli w stanie zaobserwować wyników ataku (Tonan Maru został trafiony, jednakże szybko naprawiony). Po tym wydarzeniu okręt szukał jeszcze celów przez ponad miesiąc, zanim 15 marca wrócił do Fremantle.